# Piet Mondrian
Pieter Cornelis Mondriaan, meglio conosciuto come Piet Mondrian (Amersfoort, 7 marzo 1872 – New York, 1º febbraio 1944), è stato un pittore olandese, fondatore assieme a Theo van Doesburg del "neoplasticismo" (il nome originale è De Stijl, dal nome della rivista De Stijl).
I quadri di Mondrian, molto famosi anche se spesso imitati e banalizzati, dimostrano una complessità che smentisce la loro apparente semplicità. I quadri "non rappresentativi" per cui è conosciuto, che consistono in linee perpendicolari e campiture di colore geometriche in colori primari (rosso, giallo, blu) con il bianco, il nero o il grigio  
sono in effetti il risultato di una continua ricerca di equilibrio e perfezione formale evoluta stilisticamente nel corso di tutta la sua vita.

## Biografia

### Gli inizi
Figlio di Pieter Cornelis Mondriaan e Johanna Christina de Kok, cominciò la sua carriera come insegnante di arte. La maggior parte dei suoi lavori è naturalista o impressionista e consiste principalmente in paesaggi. Queste immagini pastorali dei suoi natii Paesi Bassi descrivono mulini, campi e fiumi, inizialmente nella maniera impressionista olandese, successivamente con l'utilizzo di una varietà di stili e tecniche che documentano la sua ricerca per un'espressione personale. Sono ancora dipinti in modo rappresentativo e ci illustrano l'influenza che svariati movimenti artistici ebbero su Mondrian.
In esposizione al Gemeentemuseum dell'Aia si possono vedere svariati dipinti di questo periodo, compresi Il Mulino Rosso e Alberi nella luce della luna. Un dipinto del 1908, intitolato Avond ("Sera"), rappresenta una scena di un albero in un campo al crepuscolo e ci predice i futuri sviluppi con l'utilizzo di una tavolozza composta quasi solo da rosso, giallo e blu. Pur non essendo in alcun modo astratto, Avond è il primo tra i lavori di Mondrian ad enfatizzare l'uso dei colori primari.
I primi dipinti a mostrarci un accenno dell'astrazione che verrà sono una serie di tele datate tra il 1905 e il 1908, rappresentanti scene buie di alberi confusi e case che si riflettono in specchi d'acqua immobili che ce li fanno apparire quasi come macchie d'inchiostro nei test di Rorschach. Ad ogni modo, nonostante il risultato finale porti lo spettatore ad enfatizzare le forme più che il contenuto, questi quadri sono ancora fermamente radicati alla natura, ed è solamente la conoscenza degli sviluppi successivi dei lavori di Mondrian che ci porta a ricercare le origini dei suoi lavori futuri in queste opere.
L'arte di Mondrian fu sempre intimamente legata ai suoi studi spirituali e filosofici. Nel 1908 cominciò a interessarsi al movimento teosofico fondato da Helena Petrovna Blavatsky nella seconda metà del XIX secolo. Blavatsky riteneva fosse possibile raggiungere una conoscenza della natura più profonda di quella resa disponibile dai mezzi empirici: molto del lavoro di Mondrian per il resto della sua vita venne ispirato da questa sua ricerca della conoscenza spirituale. Mondrian conserverà per tutta la sua vita il suo diploma di ammissione alla Società teosofica, con il numero 1690, firmato da Annie Besant e datato 25 maggio 1909.
Mondrian rimase molto colpito da una mostra di opere cubiste ad Amsterdam nel 1911 che modificò profondamente il suo lavoro a venire. La sua ricerca della semplificazione è visibile nelle due versioni di Stilleven met gemberpot ("Natura morta con giara"). La versione del 1911 è cubista, mentre quella del 1912 si riduce a una forma rotonda con triangoli e rettangoli.

### Parigi (1912-1914)
Nel 1912 Mondrian si trasferì a Parigi, cambiando anche il suo nome da Mondriaan in quello che conosciamo per enfatizzare la sua partenza dalla vita chiusa dello stagno artistico olandese. Da questo momento in poi, firmerà le sue opere come "Mondrian". In questo periodo parigino, l'influenza del cubismo di Picasso e Braque si fa notare quasi immediatamente nei suoi quadri. Dipinti come The Sea (1912) e i vari studi su alberi successivi a quell'anno hanno ancora una certa misura di rappresentativismo, ma sono sempre più dominati dalle forme geometriche e dai piani incastrati tra loro, molto comuni nel cubismo. Comunque, mentre Mondrian era desideroso di assorbire e trasportare nel suo lavoro l'influenza cubista, sembra chiaro che egli vede il cubismo stesso come una strada che porta a una fine, piuttosto che una fine in sé.

### Paesi Bassi (1914-1919)
Diversamente dai cubisti, Mondrian continuava a tentare di riconciliare la sua pittura con le sue ricerche spirituali e nel 1913 cominciò a fondere la sua visione d'arte e i suoi studi teosofici in una teoria che segna la sua rottura finale con la pittura rappresentativa. La Grande guerra cominciò mentre Mondrian era in famiglia, nel 1914, ed egli fu costretto a rimanere nei Paesi Bassi per tutta la durata del conflitto. In questo periodo, abitò presso la colonia di artisti di Laren, conoscendovi Bart van der Leck e Theo van Doesburg, entrambi artisti che, in quello stesso momento, stavano attuando il proprio percorso personale verso l'astrazione artistica. Con van Doesburg, il Nostro fondò la rivista De Stijl (Lo Stile), un periodico in cui pubblicò i suoi primi saggi che definivano la sua teoria, per la quale adottò il termine di neoplasticismo.
Mondrian pubblicò De Nieuwe Beelding in de Schilderkunst ("Il nuovo Plasticismo nella Pittura") in 11 uscite-capitoli sulla rivista De Stijl, tra il 1917 e il 1918. Fu, questo il suo primo e maggiore tentativo per esprimere la sua teoria artistica in prosa, e non sulla tela. Comunque, le sue migliori e più citate espressioni su questa sua teoria si trovano in una lettera che scrisse a Hans-Peter Bremmer nel 1914.
Credo sia possibile che, attraverso linee orizzontali e verticali costruite con coscienza, ma non con calcolo, guidate da un'alta intuizione, e portate all'armonia e al ritmo, queste forme basilari di bellezza, aiutate se necessario da altre linee o curve, possano divenire un'opera d'arte, così forte quanto vera.»

### Parigi (1919-1938)
Alla fine della guerra Mondrian ritornò in Francia, dove rimase fino al 1938. Cominciò a produrre quadri "a griglia" verso la fine del 1919, e, già nel 1920, lo stile per cui sarebbe divenuto famoso cominciò ad apparire.

Nei primi dipinti le linee che delineano le forme rettangolari sono sottili e grigie. Tendono anche a sbiadire man mano che s'avvicinano all'orlo della tela. I quadrati sono dipinti con i colori primari e quasi tutti sono colorati; solo alcuni sono stati lasciati bianchi.

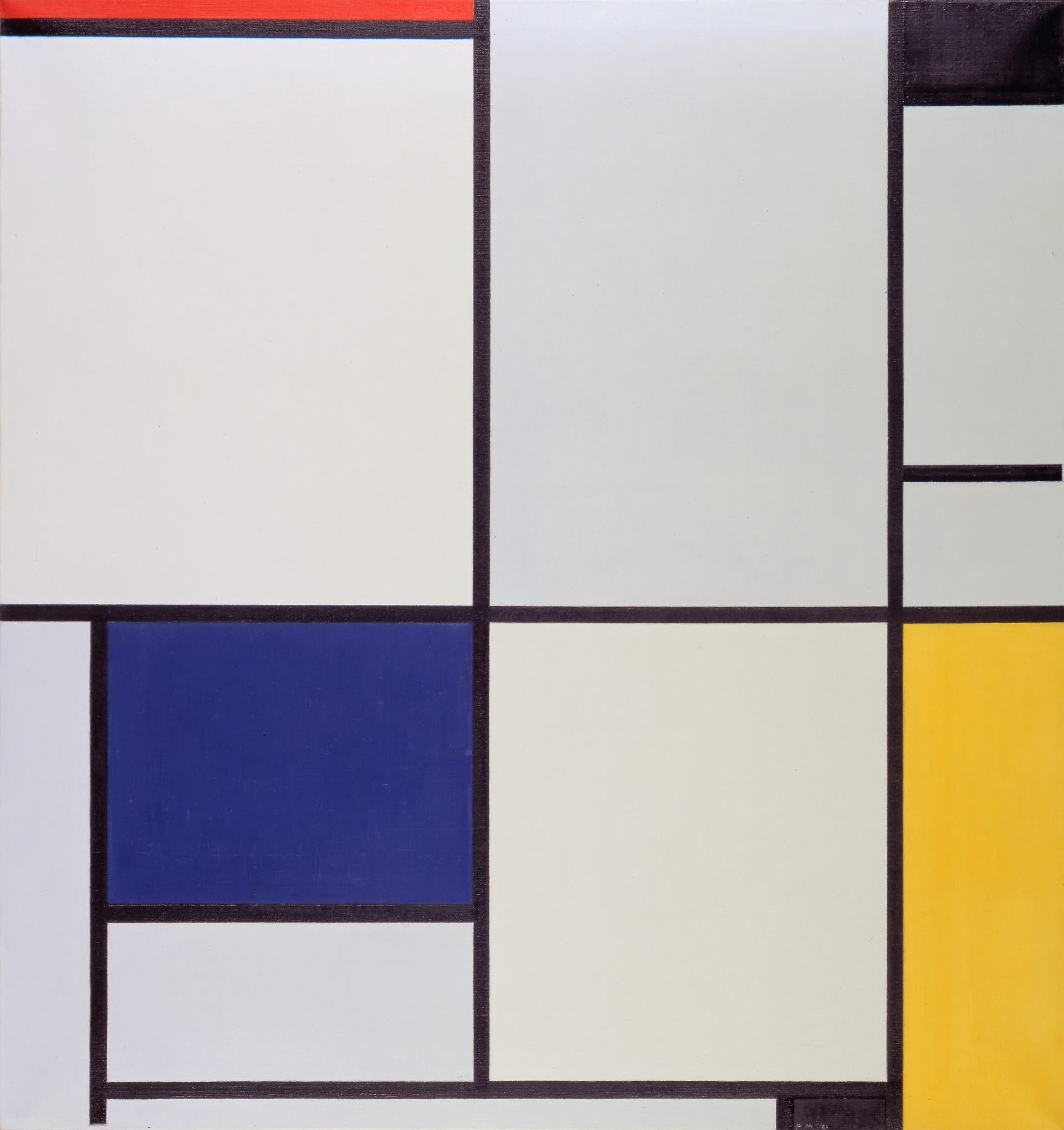
Tableau I, 1921

A partire dal 1921 i quadri di Mondrian raggiungono una forma "matura". Spesse linee nere ora separano i quadrati, che sono più grandi e meno numerosi, e che sono lasciati in maggior parte bianchi rispetto ai primi esempi.
Nei dipinti del 1921 molte ma non tutte le linee nere si arrestano brevemente a una distanza che può sembrare arbitraria dal bordo delle tele, pur lasciando intatte le divisioni tra le forme rettangolari. Anche in questo caso, la maggior parte dei quadrati è colorata. Con il passare degli anni e l'evolversi ulteriore del lavoro del pittore, egli cominciò ad estendere tutte le linee fino ai bordi delle tele e a utilizzare sempre meno forme colorate, favorendo invece il bianco.
Queste tendenze sono particolarmente evidenti nelle cosiddette "losanghe" che produsse con regolarità a partire dalla metà degli anni venti. Le losanghe sono normali tele quadrate appese con un'inclinazione di 45°, in modo da assumere la forma di rombo. Esempio tipico si può considerare Schilderij No. 1: Lozenge With Two Lines and Blue del 1926, conosciuta anche con i nomi di Composizione con Blu oppure Composizione in Bianco e Blu, attualmente esposta al Museo delle Arti a Filadelfia. Uno dei più minimali tra i lavori di Mondrian, questo dipinto consiste solo in due linee perpendicolari nere e una piccola forma triangolare colorata di blu. Le linee si estendono fino ai bordi della tela, quasi dando l'impressione che il quadro sia solo un frammento di un'opera più grande.
Nonostante il visitatore sia intralciato dal vetro di protezione e il pedaggio pagato dalla tela al tempo e agli spostamenti sia ovvio, un esame più attento di questo dipinto ci può rivelare qualcosa del metodo dell'artista. I quadri di Mondrian non sono composti di zone perfettamente piatte di colore, come ci si potrebbe aspettare. I colpi di pennello sono evidenti su tutta la superficie, anche se sono delicati, e sembra che l'artista abbia usato differenti tecniche per i diversi elementi.
Le linee nere sono gli elementi più piatti, con la minore profondità. Le forme colorate hanno le più banali pennellate, tutte nella stessa direzione. Più interessanti, comunque, rimangono le parti bianche, chiaramente dipinte a strati, con pennellate che vanno in direzioni diverse. Ciò genera un maggior senso di profondità nelle zone bianche, come se stessero travolgendo e opprimendo le linee e i colori; cosa che in effetti stavano facendo, visto che i quadri del Nostro in questo periodo sono sempre più dominati dallo spazio bianco.
Schilderij No. 1 può essere citato come il più estremo punto del minimalismo di Mondrian. Con il passare degli anni, le linee cominciarono a prendere la precedenza sulle zone di colore nei suoi dipinti. Negli anni trenta, iniziò a usare linee ancora più sottili o doppie linee con maggior frequenza, solamente punteggiate da poche e piccole zone colorate, sempre che ce ne fossero. Le doppie linee, in modo particolare, lo entusiasmavano e stimolavano, perché credeva dessero ai suoi dipinti un nuovo dinamismo che era desideroso di esplorare.

### Londra e New York (1938 - 1944)
Nel settembre del 1938 Mondrian lasciò Parigi a causa dell'avanzante Nazismo per trasferirsi a Londra. Dopo l'invasione dei Paesi Bassi e la caduta di Parigi nel 1940 lasciò anche Londra per New York, dove rimase fino alla morte. In questa nuova esperienza artistica, Mondrian aderì a diverse movimenti artistici, tra cui l'American Abstract Artists.

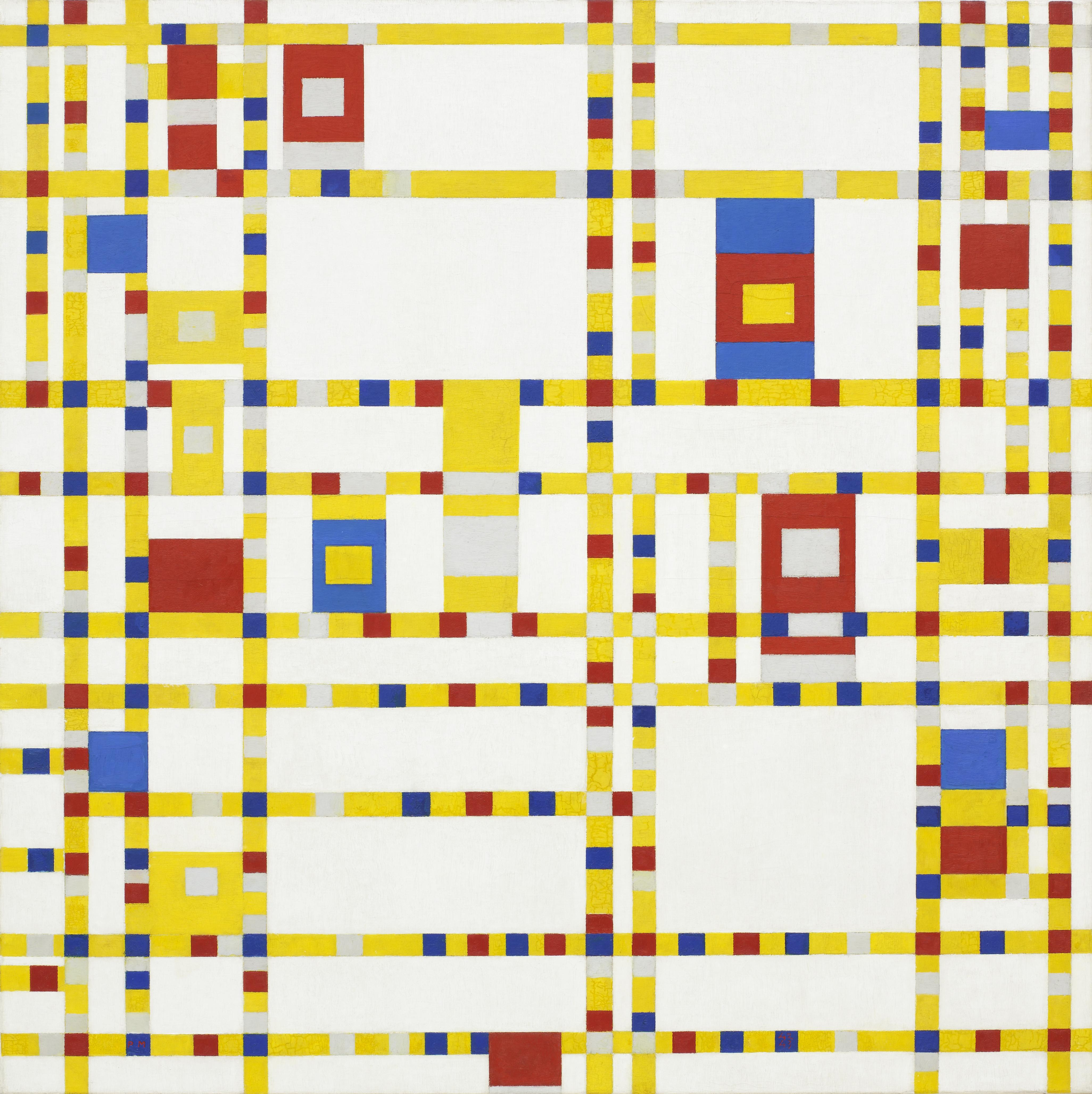
Broadway Boogie-Woogie, 1942

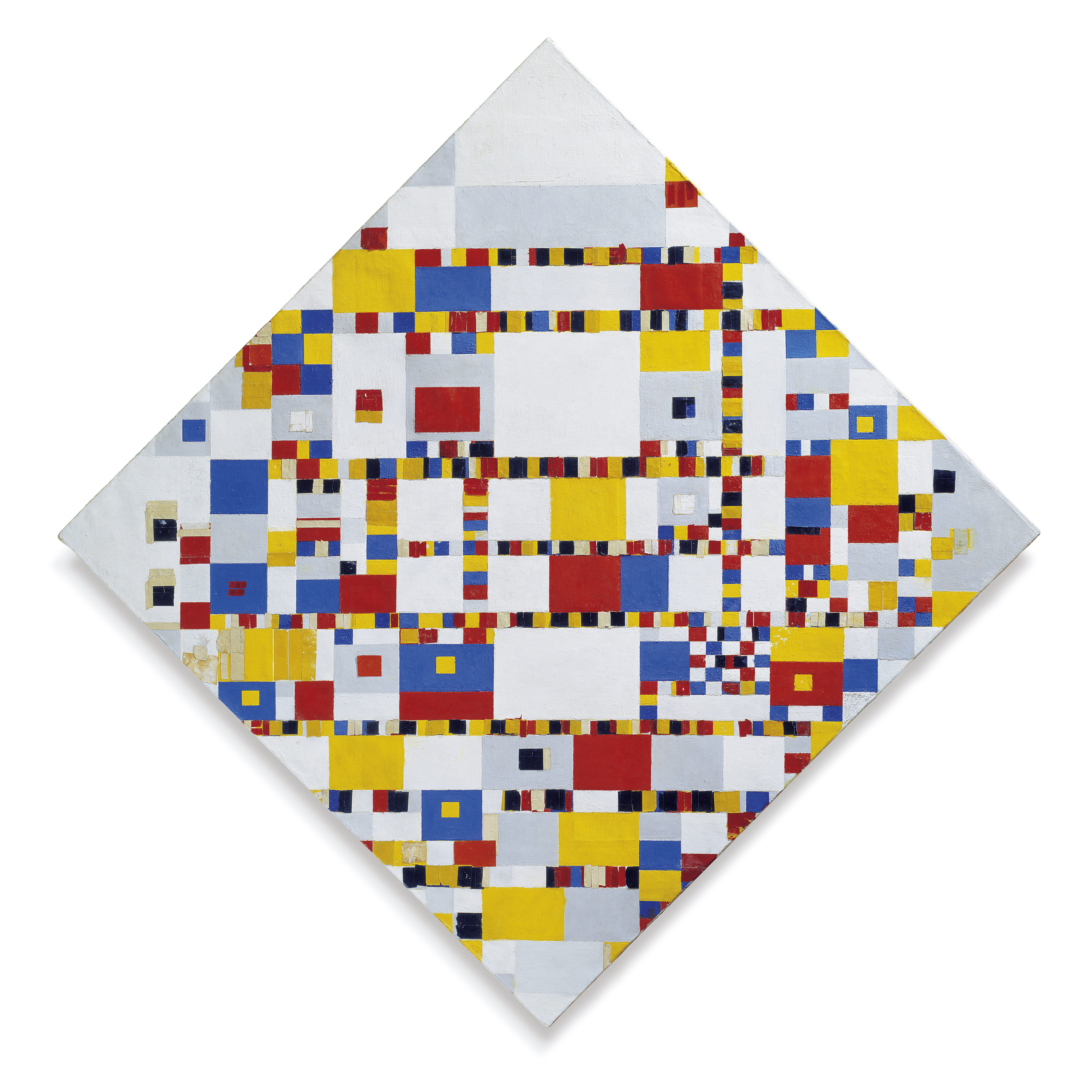
Victory Boogie Woogie, 1942-1944 (incompleto)

Alcuni degli ultimi lavori di Mondrian sono difficili da sistemare nei riguardi del suo sviluppo artistico, anche perché svariate tele, che lui aveva cominciato a Parigi o Londra, furono completate solo mesi o anni dopo a New York. Ad ogni modo, le opere terminate di questo suo ultimo periodo dimostrano un "traffico" inconsueto e senza precedenti, con più linee che in qualsiasi altro lavoro dagli anni '20, sistemate in una maniera quasi sovrapposta, che potrebbe anche apparire cartografica.
Nel 1933 Mondrian aveva prodotto una Composizione a Losanga con Quattro Linee Gialle, un dipinto semplice ma che introduceva ciò che per lui era un'innovazione scioccante: spesse linee colorate a sostituire quelle nere. Dopo questo dipinto, questa pratica rimase "dormiente" nell'artista e nelle sue opere fin quando non arrivò a New York, quando la accettò, abbandonandovisi. In qualche esempio di questa nuova sua direzione, come Composizione (1938)/Place de la Concorde (1943), sembra avere portato con sé da Parigi quadri con le linee nere non terminati e averli poi completati a New York, aggiungendovi corte linee perpendicolari di colori diversi, tra le linee nere più lunghe preesistenti o da una linea nera al bordo della tela. Le aree colorate successivamente sono larghe, quasi un ibrido tra le linee e le zone di colore, ed è quasi sconvolgente vedere il colore, in un quadro di questo artista, non confinato o limitato dal nero. Altre opere mescolano lunghe linee rosse alle familiari linee nere, creando un nuovo senso di profondità dato dall'aggiunta di uno strato colorato sopra quello nero.
Le nuove tele iniziate da Mondrian a New York sono ancora più stupefacenti, e indicano l'inizio di un nuovo linguaggio sfortunatamente troncato dalla morte dell'artista. New York City (1942) è una complessa grata di linee rosse, blu e gialle, che si allacciano occasionalmente creando un senso di profondità come mai prima. Una versione incompleta del 1941 di questo lavoro utilizza linee di nastro adesivo di carta dipinto, che l'artista poteva riordinare a piacere per sperimentare con differenti progetti.
Il suo quadro Broadway Boogie Woogie, esposto al MoMA di New York è di grandissima influenza per la scuola della pittura astratta geometrica. Composto di una quantità di quadrati tremolanti di colore luminoso e brillante che balzano dal quadro, quasi ad uscirne, sembra quasi luccicare, attirando lo spettatore e circondandolo quasi di luci al neon.
Le opere finali di Mondrian, il suddetto Broadway Boogie Woogie (1942 - 1943) e l'incompiuta Victory Boogie Woogie ('42 - 1944), sostituiscono le linee solide con linee create da piccoli rettangoli di colore adiacenti l'uno all'altro, creati in parte anche usando piccoli pezzi di nastro di carta di vari colori. Rettangoli di colore più grandi e non bordati punteggiano il dipinto, alcuni con rettangoli più piccoli e "concentrici" al loro interno. Mentre le opere degli anni '20 e '30 tendevano ad avere un'austerità quasi scientifica, queste sono quadri luminosi, vivaci, e riflettono la musica ottimista, allegra che li ispirò e la città nella quale vennero prodotti.
Mondrian scrisse, in una cartolina a James Johnson Sweeney, progettista di una retrospettiva sul lavoro dell'artista al MoMA di New York, che "solo adesso (nel 1943), sono cosciente che il mio lavoro di bianco, nero e piccole zone colorate è stato puramente 'dipingere' con i colori a olio. Nel dipingere, le linee sono i principali mezzi d'espressione; nella pittura, lo sono le zone di colore. Nel campo pittorico, ad ogni modo, le linee vengono assorbite dalle zone di colore; ma la limitazione delle zone ce le mostra come linee e conserva il loro grande valore".
In queste opere finali, le forme hanno in effetti usurpato il ruolo delle linee, aprendo una nuova porta per lo sviluppo di Mondrian come astrattista. I quadri della serie "Boogie Woogie" erano più parte di una modifica rivoluzionaria che evolutiva, che rappresenta il più radicale sviluppo nel lavoro del Nostro dal momento del suo abbandono dell'arte rappresentativa nel 1913. Sfortunatamente siamo costretti a rimanere con solo un breve sguardo su questa innovazione: Piet Mondrian morì di polmonite a New York, nel 1944, all'età di 71 anni e venne sepolto a Cypress Hills a Brooklyn.
L'apparente semplicità delle opere più conosciute di Mondrian portano molte persone a credere che chiunque, finanche un bambino, possa dipingerle. Invece, accurati studi sulla sua composizione neoplastica dimostrano, che sono lavori completamente originali estremamente difficili da riprodurre con lo stesso effetto, che lui fu in grado di ottenere. Inoltre, queste opere sono l'apice di un viaggio concettuale di decenni attraverso l'arte moderna, che comprese la sperimentazione con svariati stili e movimenti. Lo stile riduttivo, così spesso imitato, di Mondrian continua ad ispirare i mondi dell'arte, della moda, della pubblicità e del design. Anche se era un artista elevato (e non commerciale, come si sarebbe tentati di credere), il Nostro è considerato il padre del design pubblicitario, anche a causa della diffusione e della continua adozione del suo stile a griglia come struttura di base per il design grafico.

## Opere

### Figurativo
- 1898 (inizi), Dorpskerk (La chiesa del villaggio), Amsterdam, collezione privata
- 1898-99 circa, Foresta di faggi, L'Aia, Haags Gemeentemuseum
- 1899, La casa dei tessitori, Winterswijk, collezione privata
- 1900-02 circa, La fattoria Geinrust, collezione privata
- 1905-06 circa, La fattoria Geinrust con orizzonte alto, collezione privata
- 1905-06 circa, La fattoria Geinrust: veduta ravvicinata, Chicago Art Institute
- 1906 circa, La fattoria Geinrust in un paesaggio acquatico, Haarlem, Frans Halsmuseum
- 1906-07 circa, La fattoria Geinrust nella foschia, L'Aia, Haags Gemeentemuseum
- 1907-inizio 1908 circa, Sera sul Gein con albero solitario, L'Aia, Haags Gemeentemuseum
- 1907-1908 circa, Paesaggio fluviale con cielo rosa e giallo-verde, L'Aia, Haags Gemeentemuseum
- 1908, Alberi sul Gein: luna che sorge, L'Aia, Haags Gemeentemuseum
- 1908, Bosco presso Oele, L'Aia, Haags Gemeentemuseum
- 1908, Mulino al sole, L'Aia, Haags Gemeentemuseum
- 1908 circa, Albero blu, L'Aia, Haags Gemeentemuseum
- 1908, Albero rosso, L'Aia, Haags Gemeentemuseum
- 1908-1909 circa, Autoritratto:occhi, L'Aia, Haags Gemeentemuseum
- 1908 (fine)-1909, Faro a Westkapelle, 71x52 cm, L'Aia, Haags Gemeentemuseum
- 1909 circa, Faro a Westkapelle'', 135x75 cm, L'Aia, Haags Gemeentemuseum
- 1909, Faro al crepuscolo'', L'Aia, Haags Gemeentemuseum
- 1909, Paesaggio marino, L'Aia, Haags Gemeentemuseum
- 1909, Duna I, L'Aia, Haags Gemeentemuseum
- 1909, Duna II, L'Aia, Haags Gemeentemuseum
- 1909, Duna IV, L'Aia, Haags Gemeentemuseum
- 1909, Mare al tramonto, L'Aia, Haags Gemeentemuseum
- 1909, Giglio tigrato, L'Aia, Haags Gemeentemuseum
- 1910, Amaryllis, L'Aia, Haags Gemeentemuseum
- 1910 circa, Estate, duna in Zeeland, Duna VI, New York, Solomon R. Guggenheim Museum
- 1911, Mulino rosso a Domburg, L'Aia, Haags Gemeentemuseum
- 1911, Natura morta con vaso di zenzero, New York, Solomon R. Guggenheim Museum

### Geometrizzazione
- 1911, Albero grigio, L'Aia, Haags Gemeentemuseum
- 1912, Paesaggio con alberi, L'Aia, Haags Gemeentemuseum
- 1912, Il mare, Svizzera, collezione privata
- 1912, Foresta, L'Aia, Haags Gemeentemuseum
- 1912, Natura morta con vaso di zenzero II, New York, Solomon R. Guggenheim Museum
- 1912, Melo in fiore, L'Aia, Haags Gemeentemuseum
- 1912, Alberi in fiore, Rotschild Foundation
- 1912, Gli alberi, Pittsburgh, Carnegie Museum of Art
- 1912, Composizione con alberi I, L'Aia, Haags Gemeentemuseum
- 1912-13 circa, Composizione con alberi II, L'Aia, Haags Gemeentemuseum
- 1913, Tableau no. 4; Composition no. VIII; Compositie 3, L'Aia, Haags Gemeentemuseum
- 1913, L'albero A, Londra, Tate Modern
- 1913, Tableau no. 3; Composizione ovale, Amsterdam, Stedelijk Museum
- 1913, Tableau no. 2; Composition no. VII, New York, Solomon R. Guggenheim Museum

### Linee perpendicolari e colori
- 1913, Camposition no. II; Composizione di linea e colore, Otterlo, Kröller-Müller Museum
- 1913, Tableau no. 1; Composizione di linea e colore, Otterlo, Kröller-Müller Museum
- 1913, Gemälde no. I; Composition no. XII, collezione privata
- 1914, Tableau no. I; Composition no. I; Compositie 7, Fort Worth, Kimbell Art Museum
- 1914, Tableau no. 2; Composition no. V, New York, MoMA
- 1914, Composition no. IV; Compositie 6, L'Aia, Haags Gemeentemuseum
- 1914, Composizione con piani di colore, Zurigo, Kunsthaus Zürich
- 1914, Composition no. VI; Compositie 9; Facciata blu, Basilea, collezione Beyeler
- 1914, Composizione ovale con piani di colore 1, New York, MoMA
- 1914, Composizione ovale con piani di colore 2, L'Aia, Haags Gemeentemuseum
- 1914, Facciata di chiesa, L'Aia, Haags Gemeentemuseum
- 1915, Facciata di chiesa 2, collezione privata
- 1914, Oceano 1, Stoccolma, Moderna Museet
- 1914, Oceano 3, Stoccarda, Graphisce Sammlung das Staatsgalerie Stuttgart
- 1914, Oceano 4, Berna, collezione E. W. Kornfeld
- 1914, Molo e oceano 1, collezione Burton G. Tremaine
- 1914, Molo e oceano 3, collezione privata
- 1914, Molo e oceano 4, L'Aia, Haags Gemeentemuseum
- 1915, Molo e oceano 5; Mare e cielo stellato, New York, MoMA
- 1915, Oceano 5, Venezia, Peggy Guggenheim Collection
- 1915, Facciata di chiesa 6, New York, MoMA
- 1915, Compositie 10 (composizione in bianco e nero); Molo e oceano, Otterlo, Kröller-Müller Museum
- 1916, Composizione 1916, New York, Solomon R. Guggenheim Museum
- 1916 (primo stato) e 1917 (secondo stato), Composizione con linee, Otterlo, Kröller-Müller Museum

### Neoplasticismo con mezzi toni
- 1917, Composizione con colori B, Otterlo, Kröller-Müller Museum
- 1917, Composizione con piani di colore 2, Rotterdam, Museum Boymans-van Beuningen
- 1917, Compositie no. 3; Composizione con piani di colore 3, L'Aia, Haags Gemeentemuseum
- 1917, Compositie no. 3; Composizione con piani di colore 5, New York, MoMA
- 1918, Composizione con piani di colore e linee grigie, Svizzera, Max Bill
- 1918, Composizione con griglia 1 (Losanga), L'Aia, Haags Gemeentemuseum
- 1919, Composizione con griglia 4 (Losanga), Philadelphia Museum of Art
- 1919, Composizione con griglia 5 (Losanga), Otterlo, Kröller-Müller Museum
- 1919, Composizione con griglia 6, Basilea, Kunstsammlung Basel
- 1919, Composizione con griglia 7 (Losanga), Otterlo, Kröller-Müller Museum
- 1919, Composizione con griglia 8; Scacchiera con colori scuri, L'Aia, Haags Gemeentemuseum
- 1919, Composizione con griglia 9; Scacchiera con colori chiari, L'Aia, Haags Gemeentemuseum

### Neoplasticismo con colori primari e grigio
- 1920, Composition A; Composizione con nero, rosso, grigio, giallo e blu, Roma, Galleria nazionale d'arte moderna e contemporanea
- 1920, Composition C; Composizione con giallo, rosso, blu e grigio, New York, MoMA
- 1920, Composition no. VI; Composition no. II; Composizione con nero, blu, rosso, giallo e grigio, Londra, Tate Modern
- 1920, Composizione con giallo, rosso, nero, blu e grigio, Amsterdam, Stedelijk Museum
- 1921, Composizione con giallo, blu, nero, rosso e grigio, Stephen Mazoh & Co. Inc.
- 1921, Tableau I; Composizione con nero, rosso, grigio, giallo e blu, Colonia, Museum Ludwig
- 1921, Composizione con piano rosso, nero, blu, giallo e grigio, Rotschild Foundation
- 1921, Composizione con grande piano blu, rosso, nero, giallo e grigio, Dallas Museum of Art
- 1921 (primo stato) e 1921-25 (secondo stato), Tableau n. III; Composizion no. 14; Composizione con rosso, nero, giallo, blu e grigio, Washington, Phillips Colletion
- 1921, Composizione con rosso, blu, nero, giallo e grigio, L'Aia, Haags Gemeentemuseum
- 1921, Composizione a losanga con giallo, nero, blu, rosso e grigio, Art Institute of Chicago
- 1921, Tableau I; Composizione con rosso, nero, blu e giallo, L'Aia, Haags Gemeentemuseum
- 1921, Tableau II; Composizione con rosso, nero, giallo, blu e blu chiaro, Zurigo, Kunsthaus Zürich
- 1922, Composizione con blu, nero, giallo e rosso, collezione privata
- 1922, Tableau 2; Composizione con giallo, nero, blu, rosso e grigio, New York, Solomon R. Guggenheim Museum
- 1922, Composizione con blu, rosso, giallo e nero, collezione privata
- 1922, Composizione con blu, giallo, nero e rosso, Stoccarda, Staatsgalerie Stuttgart
- 1922, Composizione con grande piano rosso, grigio-blu, giallo, nero e blu, Montecarlo, collezione privata
- 1922, Composizione con rosso, blu, giallo, nero e grigio, Toledo Museum of Art
- 1922, Composizione con blu, giallo, rosso e nero, Minneapolis Institute of Arts
- 1922, Composizione con blu, giallo, rosso, nero e grigio, Amsterdam, Stedelijk Museum
- 1922, Composizione con giallo, blu e blu-bianco, Houston, Menil Collection
- 1922, Composizione con rosso, nero, giallo, blu e grigio, collezione privata
- 1924 circa (primo stato) e 1925 (secondo stato), Tableau no. IV; Composizione a losanga con rosso, grigio, blu, giallo e nero, Washington, National Gallery of Art
- 1925, Composizione a losanga con rosso, nero, blu e giallo, collezione privata

### Semplificazione
- 1925, Tableau no. 1; Composizione a losanga con tre linee e blu, giallo e grigio, Zurigo, Kunsthaus Zürich
- 1926, Schilderij no. 1; Composizione a losanga con due linee e blu, Philadelphia Museum of Art
- 1926, Tableau I; Composizione a losanga con quattro linee e grigio, New York, MoMA
- 1927, Composizione con nero, rosso e grigio, Brandeburg Art Collection
- 1927, Composition no. III; Composizione con rosso, giallo e blu, Amsterdam, Stedelijk Museum
- 1927, Composizione con giallo e rosso, collezione privata
- 1927, Composition no. I; Composizione con nero, giallo e blu, collezione privata
- 1928, Composizione con rosso, nero, blu, giallo e grigio, collezione privata
- 1929, Composition; Composizione con rosso, blu, giallo e nero, New York, Solomon R. Guggenheim Museum
- 1929, Composition no. II; Composizione con blu e rosso, New York, MoMA
- 1929, Composition IV; Fox Trot A; Composizione a losanga con tre linee nere, Yale University Art Gallery
- 1929, Composition no. III; Composizione con rosso, blu, giallo e nero, Svizzera, collezione privata
- 1929, Composition no. II; Composizione con giallo e blu, Rotterdam, Museum Boymans-van Beuningen
- 1929, Composition no. I; Composizione con rosso e nero, Basilea, Kunstsammlung Basel
- 1930, Composition no. I; Composizione a losanga con quattro linee nere, New York, Solomon R. Guggenheim Museum
- 1930, Composition II; Composition I; Composition en rouge, bleau et jaune (Composizione in rosso, blu e giallo), Fukuoka City Bank
- 1930, Composition no. I; Composizione con giallo, Winterthur, Kunstmuseum Winterthur
- 1930, Composizione con giallo, Düsseldorf, Kunstsammlung Nordrhein-Westfalen
- 1930, Composition en blanc et noir II (Composizione in bianco e nero II), Eindhoven, Stedelijk Van Abbemuseum
- 1930, Composition no. II; Composizione con blu e giallo, collezione privata
- 1931, Composition no. I; Composizione con rosso, Svizzera, collezione privata
- 1931, Composizione a losanga con due linee nere, Amsterdam, Stedelijk Museum
- 1932, Composition A; Composizione con rosso e blu, Winterthur, Kunstmuseum Winterthur
- 1932, Composition C; Composizione con grigio e rosso, collezione privata
- 1932, Composizione con giallo e blu, Basilea, collezione Beyeler
- 1932, Composizione con blu e giallo, Philadelphia Museum of Art

### Linee multiple
- 1932, Composition B; Composizione con doppia linea e giallo e grigio, Basilea, collezione privata
- 1932, Composizione con giallo e doppia linea, Edimburgo, National Gallery of Scotland
- 1933, Composizione con giallo, blu e doppia linea, Basilea, collezione privata
- 1933, Composizione a losanga con quattro linee gialle, L'Aia, Haags Gemeentemuseum
- 1935 (primo stato) e 1935-42 (secondo stato), Composition no. III blanc-jaune (Composizione no. III bianco-giallo); Composizione con rosso, giallo e blu, New York, Christie's
- 1935, Composition C; Composition no. III; Composizione con rosso, giallo e blu, Londra, Tate Modern
- 1935, Composition gris-rouge (Composizione grigio-rosso), Art Institute of Chicago
- 1935, Composition blanc-bleu (Composizione bianco-blu), Hartford, Wadsworth Atheneum
- 1935, Composizione con blu, Basilea, collezione Beyeler
- 1936, Composition A; Composition blanc, rouge et jaune (Composizione bianco, rosso e giallo), Los Angeles, LACMA
- 1936, Composition B; Composition blanc et rouge (Composizione bianco e rosso), Philadelphia Museum of Art
- 1936, Composition C; Composizione in blu e giallo, Zurigo, collezione privata
- 1936, Composition en blanc, noir et rouge (Composizione in bianco, nero e rosso), New York, MoMA
- 1937, Opposition de lignes, de rouge et jaune, no. I (Opposizione di linee, di rosso e giallo, n. I), Philadelphia Museum of Art
- 1937, Composition de lignes et couleur, III (Composizione di linee e colore, III); Composizione con blu, L'Aia, Haags Gemeentemuseum
- 1937-1942, Composition no. 12; Composizione con blu, Ottawa, National Gallery of Canada
- 1937-1942, Composizione con giallo, blu e rosso, Londra, Tate Modern
- 1937 (primo stato) e 1937-1942 (secondo stato), Rythme de lignes droites (Ritmo di linee rette), Düsseldorf, Kunstsammlung Nordrhein-Westfalen
- 1938, Picture no. III; Composizione a losanga con otto linee e rosso, Basilea, collezione Beyeler

### Verso Broadway Boogie Woogie
- 1938 (primo stato) e 1939 (secondo stato), Composition no. I; Composizione con rosso, Venezia, Peggy Guggenheim Collection
- 1938 (primo stato) e 1939-42 (secondo stato), Composition of red and white, no. I (Composizione con rosso e bianco, no. I); Composition no. 4, Saint Louis Art Museum
- 1938-1943, Place de la Concorde, Dallas Museum of Art
- 1939 (primo stato) e 1939-41 (secondo stato), Composition of red, blue and white (Composizione con rosso, blu e bianco), collezione privata
- 1939-1943, Trafalgar Square, New York, MoMA
- 1939-42, Composition no. 8, Fort Worth, Kimbell Art Museum
- 1939-42, Composition no. 9, Washington, Phillips Collection
- 1939-42, Composition no. 10, collezione privata
- 1940-42, Composition no. 11; London, Buffalo, Albright-Knox Gallery
- 1940-41 (primo stato) e 1941-42 (secondo stato), New York - Boogie Woogie; New York, Hester Diamond
- 1941 (primo stato) e 1941-42 (secondo stato), New York City; New York City I, Parigi, Centro Georges Pompidou
- 1942-1943, Broadway Boogie Woogie, New York, MoMA
- 1942-1944, Victory Boogie Woogie (incompiuto), collezione privata dell'artista

## Influenze culturali
Nel 1930 Lola Prusac, stilista per la Casa Hermès, crea una linea completa di borse e bagagli direttamente ispirate delle opere di Mondrian con tagli rossi, gialli e blu.
Nel 1960 Kiyoshi Saito ne mostra l'influenza modernista quando realizza la stampa Ryoa nji Kyoto, la cui rappresentazione del sentiero di pietra nel famoso giardino Zen del Tempio di Ryoan, con un voluto appiattimento del la profondità e l'uso della verticalità delle forme rettangola richiamano chiaramente le opere di Mondrian. Inoltre, l'uso tipico di Saito della venatura del legno è qui elevato al livello di un significativo vocabolario visivo all'interno dell'opera dell'artista.